# Château de Montjalin
Le château de Montjalin est un édifice de la seconde moitié du XVIIIe siècle inscrit aux monuments historiques. Il se situe sur la commune de Sauvigny-le-Bois, dans l‘Yonne.

## Histoire
Le bâtiment occupe le point culminant de la région, à 310 mètres d‘altitude. Appelé originellement Monte-Jalen, il se présente au XIIe siècle sous la forme d'un manoir entouré de douves. Le château actuel, entouré d'un parc boisé, a été reconstruit avant la Révolution par César de Fresne seigneur de Montjalin (1743-1807) époux de Denise Michaud de la Tour, dont les armes d'alliance ornent le fronton.
Il a abrité jusqu'en décembre 2010 le Musée des voitures de chefs d'État, une collection de voitures présidentielles, rassemblée par Olivier Delafon et que celui-ci a dispersé lors d'une vente aux enchères en février 2011.

## Protection
L‘ensemble constitué par les façades et toitures du château, son mur de clôture, le saut-de-loup et les grilles, y compris le portail, fait l’objet d’une inscription au titre des monuments historiques depuis le 20 mai 1988.